# 말라가시어
말라가시어(Malagasy)는 마다가스카르의 공용어이다. 이 언어는 기원후 5세기경 순다 열도에서 배를 타고 마다가스카르까지 도달한 오스트로네시아인들이 가져온 언어로서, 아프리카에서 유일하게 오스트로네시아어족에 속하는 언어이다. 현재도 인도네시아의 보르네오 섬에서는 말라가시어와 가까운 바리토어군 언어들이 사용되고 있으며, 인도네시아어, 말레이어, 타갈로그어, 하와이어 등과도 먼 사촌 관계이다.
이후 해양 무역과 이주 등 교류를 겪으며 말레이어, 반투어, 아랍어로부터 차용어를 받아들였다. 19세기 선교사들이 들어온 이후 로마자로 표기되고 있으나 그 전에는 아랍 문자의 영향을 받은 소라베 문자라는 토착 문자도 존재하였었다.
오늘날 마다가스카르와 인근 도서 지역에 2500만 명의 화자가 존재하며 대부분 모어 화자이다. 크게 동부와 서부의 방언으로 나뉘는데, 메리나 왕국의 수도이던 안타나나리보가 위치한 마다가스카르 중부 고원의 메리나 방언이 오늘날의 표준 말라가시어의 바탕이 되었다. 표준 말라가시어는 프랑스어와 함께 마다가스카르의 공용어로 지정되어 있다.

## 역사
1792년부터 1896년까지는 메리나 왕국이 실질적으로 마다가스카르를 통일해서 지배하였는데, 이 시기 라다마 1세는 프랑스를 견제하기 위해 1817년 영국과 우호조약을 맺고 교육제도와 기독교를 선교사들로부터 도입하였다. 언어와 관련해서는 라다마 1세 치세 시기에 큰 발전을 이뤘는데, 개개인의 감정과 신앙적 세계를 표현하는 데는 영어보다 말라가시어가 적합하다는 성공회 선교사들의 판단으로 말라가시어 성경이 쓰여졌고 말라가시어의 라틴 문자 전사 또한 이 시기에 이뤄졌다. 1862년에는 예수회가 안타나나리보에 정착하였는데 이 시기 예수회 학교들에서 프랑스어로 교육이 이뤄지고, 영국 성공회 선교사들이 영어를 보급한 것은 아니었기 때문에 영어보다는 프랑스어가 교육되었다.
프랑스 식민지배가 시작되고 난 뒤에는 마다가스카르를 문명화한다는 명분으로 모든 학교에서 프랑스어를 가르치도록 강제했다. 이 시기 교육언어로서 프랑스어를 사용한 것 뿐만 아니라 말라가시어 출판도 금지되었다. 식민지 이전 시대 지식인들 상당수가 말라가시어 출판 금지 정책에 저항하였고, 프랑스 식민 당국에서는 1947년에는 말라가시어 신문 출판을 금지하기에 이른다.
1902년에는 마다가스카르 학술원이 설립되었지만 대다수가 프랑스인으로 구성되어 있었고, 말라가시어와 말라가시 문학을 장려하기 위한 목적보다는 마다가스카르 문화의 식민지화를 위해 설립되었다. 마다가스카르 제1공화국이 등장한 이후에도 큰 변화는 없었으며, 마다가스카르 교육 제도는 프랑스의 교육 제도가 그대로 이식되어 프랑스어는 행정 언어로서의 특권적 우위를 지님에 따라 대학 입학 시험에서 말라가시어가 외국어로 취급되는 상황에 이른다. 이러한 상황에서 말라가시 작가들은 프랑스 작품을 읽고 이들의 문체를 모방하여 바자하라는 문학 전통을 등장시켰다. 바자하는 프랑스어로 작성되거나 연극, 소설과 같은 프랑스 문학 장르를 빌려 온 시와 작품들을 일컫는다.
프랑스어는 1975년까지 공식어 지위를 유지하였으나, 제2공화국이 들어 선 이후에는 공통 말라가시어가 공식어로 프랑스어를 대신하게 된다. 하지만 상당수의 학교와 고등교육기관에서는 1990년대까지 프랑스어로의 교육이 진행되었으며 말라가시어로 수업을 진행할 수 있는 교육 인력이 부족했고 교육 자료 또한 전무했기 때문에, 과학 기술 등 고급 어휘 분야에서는 거의 진보가 없었다. 이런 가운데 급속한 말라가시화 정책은 학생들의 수준 저하, 유급과 학업 포기 비율의 증가, 교사들의 수준 저하라는 결과를 초래하였다.

## 문학

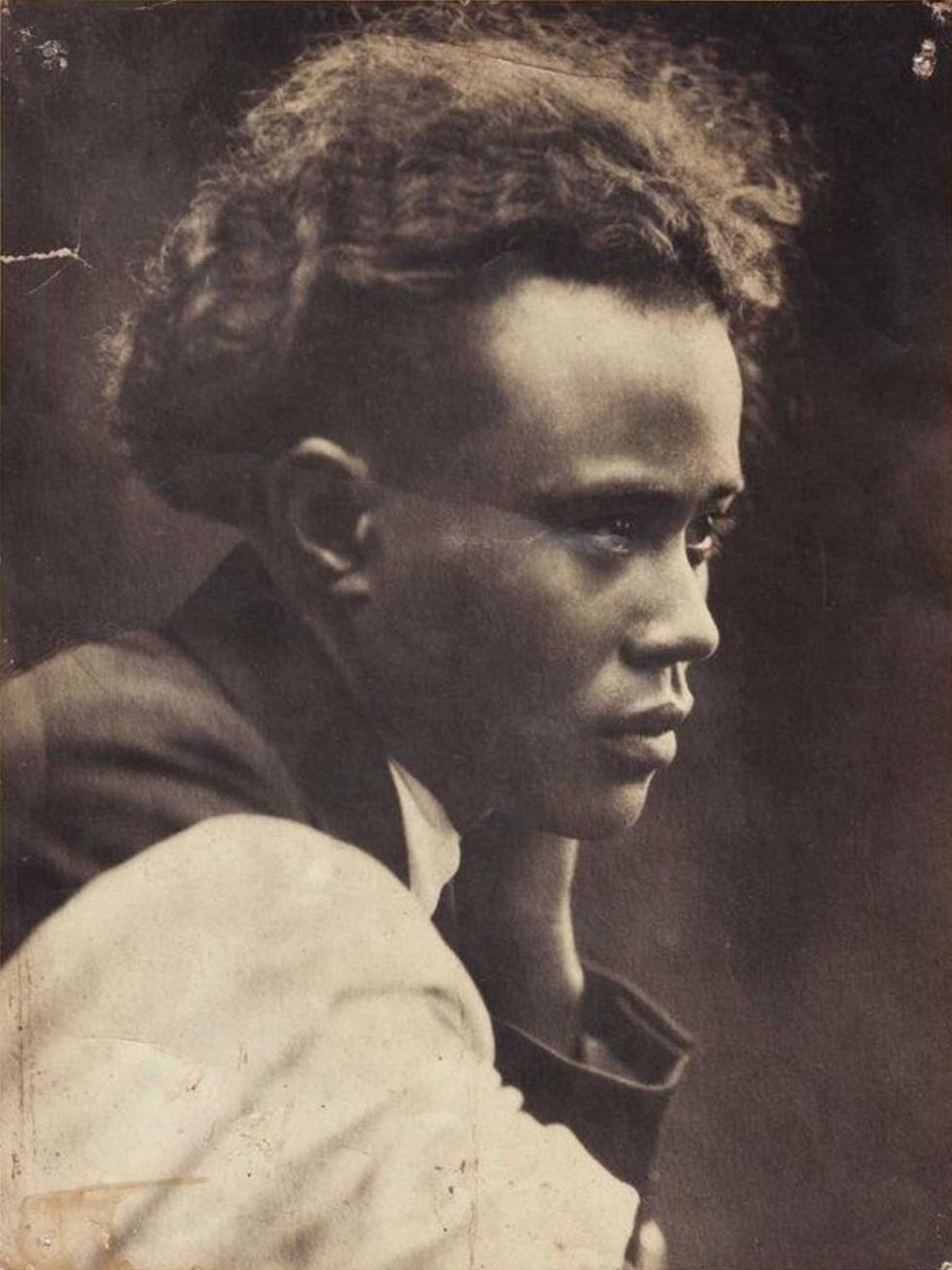
장 조셉 라베아리벨로는 마다가스카르 현대 문학의 아버지로 일컫어 진다.

말라가시어로 쓰여 진 문학을 말라가시 문학이라고 한다. 마다가스카르 문학은 마다가스카르인에 의해 쓰여 진 프랑스어 문학을 포함하며, 말라가시 문학은 글로 작성되는 문학 작품 뿐만 아니라 카바리와 같은 구술 문학 또한 포함하기에 말라가시어로 쓰여 진 문학을 정의하기에 엄밀하지 않다. 초기 말라가시 문학은 마다가스카르에서 오랜 세월 동안 민중들에 의해 전해져 내려온 구전 문학으로 이들을 카바리라 부른다. 이후 18세기부터 아랍 문자로 기록되기 시작하였고 1828년 라틴 문자가 도입되면서 말라가시어 성경와 같은 기독교 문학 작품도 출판된다. 카바리는 이후에도 계속 전승되거나 채록되었다.
말라가시 문학이 본격적으로 발전하기 시작한 것은 1930년대로 시문학 분야였으나, 이 시기 말라가시어 공동체는 프랑스의 식민 지배가 확대되면서 위축된다. 하지만 이 시기 시들은 1948년 세네갈의 레오폴드 세다르 셍고르(Léopold Sédar Senghor)에 의해 《흑인과 마다가스카르인의 새로운 시문학 선집》(l'Anthologie de la nouvelle poésie nègre et malgache)이란 제목으로 출판되면서 네그리튀드 문화 운동에도 큰 영향을 주게 된다.
이 시기 말라가시어 시인으로는 장 조셉 라베아리벨로(Jean-Joseph Rabéarivelo)이 있을 수 있으며, 자크 라베마난자라(Jacques Rabemananjara), 파비안 라나이보(Favien Ranaivo) 등도 거론된다. 이 중 장 조셉 라베아리벨로는 마다가스카르 현대 문학의 아버지라고 불리는데 초현실주의 시를 위주로 총 7권의 시집을 집필한 바 있다.

## 출판
1866년부터 말라가시어로 된 신문들이 출간되고 소설과 시들이 출판되었다. 1896년 프랑스에 의해 마다가스카르가 식민화됨에 따라 말라가시어 출판이 금지되면서 위축된 바 있다.

## 방언
말라가시어 방언은 마다가스카르 중앙과 북부를 비롯한 동부 말라가시 방언과 마다가스카르 남부가 포함된 서부 말라가시 방언으로 나뉘며, 말라가시어에서 일종의 표준으로 여겨지는 중부 말라가시 방언은 동부 말라가시 방언에 속한다. 남서부의 말라가시 방언은 사칼라바 방언, 베조 방언, 바라 방언 등이 있고, 최남단의 안탄드로이 방언이 있다. 이 중 안탄드로이족(Antandroy)에 의해 사용되는 안탄드로이 방언은 공통 어휘 부분에서 상당한 이질적 특성을 지니고 있다. 안탄드로이 방언은 신체 부위에 대한 경어체적 표현과 부위에 대한 서수 표현이 사용되는데, 안탄드로이족이 거주하는 안드로이 지역에서만 이러한 표현이 일상적으로 사용된다.
사칼라바 방언은 북부 사칼라바 방언(Sakalava Boina)과 서부 사칼라바 방언(Sakalava Menabe)으로 나뉘는데, 북부 사칼라바 방언은 중부 메리나 방언의 영향을 많이 받았다. 안타이사카 방언과 자피소로 방언은 사칼라바 방언과 가깝지만, 어휘적인 측면에서 약간의 이질성을 보인다. 마하장가 방언은 일반적으로 언중들에게 사칼라바 방언으로 인식되나, 동부 말라가시 방언인 메리나 방언의 영향을 많이 받아 실질적으로 동부 말라가시 방언으로 분류한다.

## 음운론

### 모음
|    | 전설     | 중설  | 후설          |
| -- | -------- | ----- | ------------- |
| 고 | i, y /i/ |       | o /u/         |
| 중 | e /e/    |       | ô, ao, oa /o/ |
| 저 |          | a /a/ |               |

### 자음
|                      |      |          | 순      | 치      | 치경      | 권설      | 연구개  | 성문  |
| -------------------- | ---- | -------- | ------- | ------- | --------- | --------- | ------- | ----- |
| 비                   | 비   | 비       | m ⟨m⟩   |         | n ⟨n⟩     |           | ŋ ⟨n̈⟩   |       |
| 파열음 그리고 파찰음 | 무성 | 평음     | p ⟨p⟩   | t ⟨t⟩   | ts ⟨ts⟩   | ʈʳ ⟨tr⟩   | k ⟨k⟩   |       |
| 파열음 그리고 파찰음 | 무성 | 선비음화 | ᵐp ⟨mp⟩ | ⁿt ⟨nt⟩ | ⁿts ⟨nts⟩ | ᶯʈʳ ⟨ntr⟩ | ᵑk ⟨nk⟩ |       |
| 파열음 그리고 파찰음 | 유성 | 평음     | b ⟨b⟩   | d ⟨d⟩   | dz ⟨j⟩    | ɖʳ ⟨dr⟩   | ɡ ⟨g⟩   |       |
| 파열음 그리고 파찰음 | 유성 | 선비음화 | ᵐb ⟨mb⟩ | ⁿd ⟨nd⟩ | ⁿdz ⟨nj⟩  | ᶯɖʳ ⟨ndr⟩ | ᵑɡ ⟨ng⟩ |       |
| 마찰음               | 무성 | 무성     | f ⟨f⟩   |         | s ⟨s⟩     |           |         | h ⟨h⟩ |
| 마찰음               | 유성 | 유성     | v ⟨v⟩   |         | z ⟨z⟩     |           |         |       |
| 설측                 | 설측 | 설측     |         |         | l ⟨l⟩     |           |         |       |
| 전동                 | 전동 | 전동     |         |         | r ⟨r⟩     |           |         |       |